# La Danse de la vie (film, 1929)
Pour plus de détails, voir Fiche technique et Distribution.
La Danse de la vie (The Dance of Life) est un film américain réalisé par John Cromwell et A. Edward Sutherland, sorti en 1929.
C'est la première des trois adaptations de la comédie musicale de Broadway de 1927 intitulée Burlesque.
Il est entré dans le domaine public en 1957, parce que ses ayants droit n'en ont pas renouvelé le copyright.

## Synopsis
Ralph Skid Johnson, un comique burlesque et Bonny Lee King, une danseuse exotique se retrouvent par une nuit froide et pluvieuse dans une gare, après qu'elle a échoué lors d'une audition pour une compagnie de vaudeville. Ralph se plaint de son traitement auprès de l'imprésario du spectacle ; il est licencié. Ils décident de faire équipe et de postuler pour un travail dans un spectacle bien meilleur sur la grande roue, appelé High Steppers Burlesque Company à Milwaukee dans le Wisconsin, dirigé par Lefty Miller.
Ce dernier engage le duo et les deux finissent par tomber amoureux. Plus tard, Skid lui demande de l'épouser, mais il se saoule et gâche leur nuit de noces. Pendant ce temps, une comédienne, Sylvia Marco, attirée par Skid, tente de s'interposer entre eux. Skid se voit offrir un rôle solo dans les Ziegfeld Follies à New York et Bonnie l'encourage à le prendre, mais reste en retrait. À l'insu de Bonnie, Sylvia est également engagée pour le spectacle. Après son succès sur la grande scène, il néglige de l'envoyer chercher donc après la fin du spectacle de Lefty, Bonnie se rend à New York pour le voir. Elle lui envoie un télégramme l'informant qu'elle vient le voir et la retrouver dans les coulisses du théâtre. Après son arrivée, Skid a déjà quitté le théâtre, mais on lui dit qu'il se trouve peut-être dans un bar clandestin. Elle parle au portier de la laisser entrer pour voir son mari mais elle le trouve en train d'embrasser Sylvia.
Les deux sont séparés et Bonnie envisage d'épouser Harvey Howell. Skid a toujours le cœur brisé par la rupture et trouve du réconfort dans l'alcool, ce qui ruine sa carrière. Lefty l'engage pour le rôle principal dans son prochain spectacle à condition que Skid puisse rester sobre, mais le problème d'alcool de Skid le rend incapable de jouer, ce qui met le spectacle en danger. Afin de sauver le spectacle, Lefty envoie Bonnie pour aider Skid à se dégriser afin qu'il puisse jouer et les deux sont réunis. Mais Skid s'évanouit sur scène lors de la soirée d'ouverture, ce qui ruine le spectacle. Bonnie le rejoint sur scène la nuit suivante et Skid est capable de se produire.

## Fiche technique
- Titre original : The Dance of Life
- Réalisation : John Cromwell et A. Edward Sutherland
- Scénario : Benjamin Glazer, Julian Johnson (titres) d'après la pièce Burlesque de George Manker Watters et Arthur Hopkins
- Production : Paramount Pictures
- Photographie : J. Roy Hunt
- Musique : Adolph Deutsch, Vernon Duke, John Leipold
- Montage : George Nichols Jr.
- Genre : Comédie musicale
- Pays de production :  États-Unis
- Type : Noir et blanc, une séquence en Technicolor[2]
- Durée : 
  - 2 282 m (version muette)
  - 3 236 m (version sonore) 115 minutes
- Dates de sortie :
  - États-Unis : 16 août 1929 (New York)
  - États-Unis : 7 septembre 1929 (sortie nationale)
  - France : 24 avril 1931[2]

## Distribution

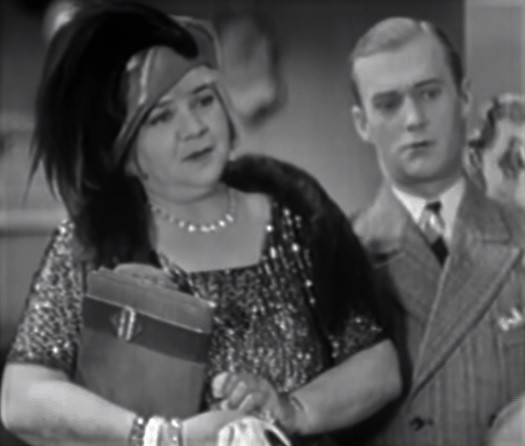
May Boley et Al St. John dans une scène du film

- Hal Skelly : "Skid" Johnson
- Nancy Carroll : Bonny King
- Dorothy Revier : Sylvia Marco
- Ralph Theodore : Harvey Howell
- Charles D. Brown : Lefty
- Al St. John : Bozo
- May Boley : Gussie
- Oscar Levant : Jerry
- Marjorie Kane

## Tournage et production
Le film a été tourné dans les studios d'Astoria Pictures dans le Queens, et certaines versions comportent des séquences en Technicolor. Seule la copie noir et blanc a été préservée.

## Réception critique
Le film a bien été accueilli par la critique de l'époque